# Sphagesaurus
Sphagesaurus huenei
Genre
Espèces de rang inférieur
- † Sphagesaurus huenei Price[1], 1950

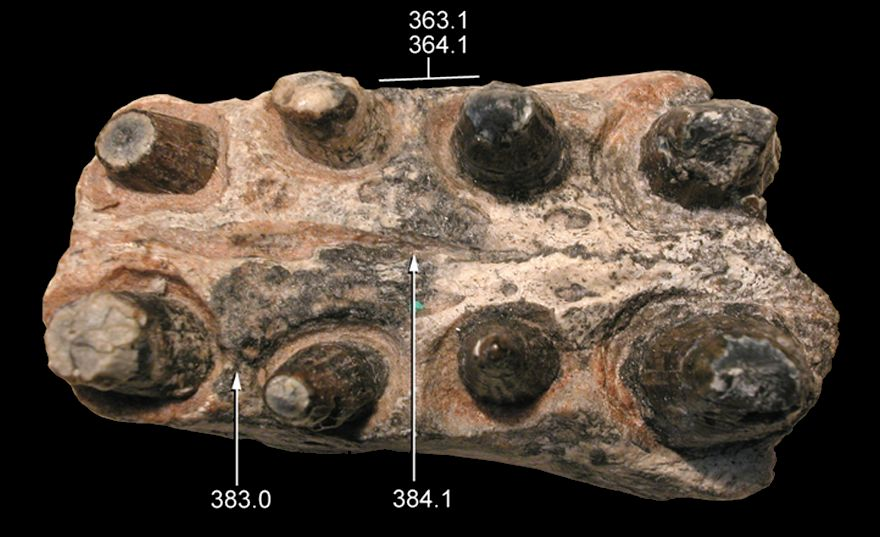

Sphagesaurus est un genre éteint de crocodyliformes, un clade qui comprend les crocodiliens modernes et leurs plus proches parents fossiles. Il est rattaché à la famille des Sphagesauridae au sein du clade des Ziphosuchia du sous-ordre des Notosuchia (ou notosuchiens en français). Il a vécu à la fin du Crétacé supérieur au Brésil.
Une seule espèce est rattachée au genre : Sphagesaurus huenei, décrite par le paléontologue brésilien Llewellyn Ivor Price en 1950.

## Découverte et datation
L'holotype, référencé DGM 332-R, a été découvert dans l'État de São Paulo dans le sud du Brésil. Il est constitué de seulement deux dents de maxillaire qui présentent une forme de molaires. Il provient de la formation géologique d'Adamantina du Crétacé supérieur dont l'âge plus précis est discuté entre le Turonien et le Maastrichtien. Selon Judd A. Case en 2017, la formation daterait du Maastrichtien (au sommet du Crétacé supérieur), soit il y a environ entre 72,2 et 66,0 millions d'années.
D'autres restes de S. huenei ont été découverts dans cette formation et décrits par Diego Pol en 2003. Ils consistent en un crâne presque complet et un fragment de mandibule (symphyse mandibulaire).
Une seconde espèce, S. montealtensis, basée sur un crâne avec sa mandibule, a été décrite dans la même formation géologique en 2008 mais, à la suite de la découverte d'un nouveau spécimen, elle a été réattribuée en 2013 au nouveau genre Caipirasuchus créé en 2011 ; elle porte le nom de Caipirasuchus montealtensis.

## Description
C'est un Crocodyliformes terrestre de petite taille. Il montre une dentition très hétérodonte, avec de petites incisives sur la mandibule, de grandes dents en forme de canines sur les maxillaires et des post-canines avec une couronne à section triangulaire, recouverte d’une épaisse couche d’émail grossier et de carènes saillantes. Les nombreuses facettes d'usure observées sur ces dents postérieures et leur occlusion unilatérale alternée, suggèrent la possibilité de mouvements de la mâchoire à la fois latéraux et d'avant en arrière.

## Classification
Sphagesaurus est classé comme un Notosuchia de la famille des Sphagesauridae, à laquelle il a donné son nom.